# Собеська-Воля-Друга
Собеська-Воля-Друга (пол. Sobieska Wola Druga) — село в Польщі, у гміні Кшчонув Люблінського повіту Люблінського воєводства.
У 1975-1998 роках село належало до Люблінського воєводства.